# Robot tự hoạt động
Robot tự hoạt động, thường nói gọn là robot tự động hoặc robot tự hành, là robot thực hiện các nhiệm vụ với hành vi có mức độ tự chủ cao. Sự can thiệp của con người đến hoạt động của nó là ít hoặc rất ít .
Tính năng này đặc biệt hấp dẫn trong các lĩnh vực như đèn chiếu sáng ở sân bay hoặc nơi công cộng, trong dọn dẹp gia dụng (như làm sạch), xử lý nước thải, cung cấp hàng hóa và dịch vụ.
Một số robot công nghiệp hiện đại là "tự chủ" trong một phạm vi giới hạn nghiêm ngặt ở môi trường trực tiếp của chúng. Nó có thể không phải là mọi bậc tự do tồn tại trong môi trường xung quanh của chúng, nhưng nơi làm việc của robot trong nhà máy là đối tượng thường có thể chứa các biến ngẫu nhiên, không được dự đoán trước. Robot cần tự xác định chính xác vị trí của đối tượng của công việc, mà trong các nhà máy tiên tiến hơn thì ngay cả loại đối tượng và nhiệm vụ bắt buộc phải tự xác định .
Một lĩnh vực quan trọng của nghiên cứu robot học là để cho phép robot thích ưng với môi trường của nó cho dù đây là trên đất liền, dưới nước, trong không khí, dưới lòng đất, hoặc trong không gian vũ trụ.